# Macedon (Nueva York)
Macedon es un pueblo ubicado en el condado de Wayne en el estado estadounidense de Nueva York. En el año 2000 tenía una población de 8,688 habitantes y una densidad poblacional de 86 personas por km².

## Geografía
Macedon se encuentra ubicado en las coordenadas 43°04′04″N 77°18′13″O / 43.06778, -77.30361.

## Demografía
Según la Oficina del Censo en 2000 los ingresos medios por hogar en la localidad eran de $48,640, y los ingresos medios por familia eran $55,218. Los hombres tenían unos ingresos medios de $41,166 frente a los $28,924 para las mujeres. La renta per cápita para la localidad era de $20,810. Alrededor del 6.8% de la población estaban por debajo del umbral de pobreza.